# Friedrich von Wrangel
Friedrich Heinrich Ernst Graf von Wrangel (Estetino, 13 de abril de 1784 — Berlim, 2 de novembro de 1877) foi um marechal-de-campo prussiano.
Serviu durante as guerras napoleônicas e foi condecorado com a cruz de ferro. Comandou o exército da Confederação Germânica durante a Primeira Guerra do Schleswig e foi governador de Berlim de 1849 a 1864.

## Biografia
Wrangel nasceu em Estetino, na Pomerânia. Entrou para o regimento de dragões em 1796 e tornou-se tenente em 1798. Serviu como subalterno durante as guerras napoleônicas e destacou-se em Heilsberg no ano de 1807. Na reorganização do exército, Wrangel foi promovido sucessivamente a primeiro-tenente e a capitão, ganhou uma distinção e a promoção a tenente-coronel na guerra da libertação em 1813, foi condecorado com a Cruz de Ferro em Wachau, próximo a Leipzig, e tornou-se coronel em 1815.
Wrangel comandou uma brigada de cavalaria em 1821 e dois anos depois foi promovido a major-general. Esteve no comando da 13.ª Divisão aquartelada em Münster, Vestfália em 1834, quando ocorreram revoltas devido a divergências entre o arcebispo de Colónia e a Coroa; a determinação e a resolução com qual ele tratou os clérigos preveniu maiores problemas. Foi promovido a tenente-general e recebeu várias honrarias da corte, subsequentemente serviu em Königsberg e em sua cidade natal.
Em 1848 Wrangel comandou o 2º corpo-de-exército da Confederação Germânica na Primeira Guerra do Schleswig, foi promovido a general-de-cavalaria e venceu várias batalhas, entretanto as outras potências europeias pressionavam a Prússia pela retirada de suas tropas, o Rei Frederico Guilherme IV dá a ordem de retirada a Wrangel, ele recusa e declara que está sob o comando do regente da Alemanha e não do rei da Prússia. Wrangel propôs que qualquer tratado a ser celebrado deveria ser apresentado para ratificação no Parlamento de Frankfurt, dominado pelos liberais - dando a falsa ideia de que Wrangel os apoiava. Porém, os dinamarqueses rejeitam a proposta e as negociações são interrompidas. Por fim, a Prússia assinou a Convenção de Malmö em 26 de agosto de 1848, cedendo a praticamente todas as exigências da Dinamarca.
A insubordinação de Wrangel é desconsidera e ele é convocado a Berlim para reprimir as revoltas da revolução alemã de 1848. Como governador de Berlim e comandante-chefe de Brandemburgo, declarou o estado de sítio, expulsou os liberais e os membros da câmara.
A partir de então, Wrangel destaca-se pela sua contribuição na restauração da cavalaria prussiana, tirando-a do esquecimento e da ineficiência em que ela havia caído durante os anos de paz e pobreza após 1815. Em 1856, com sessenta anos de serviço, ele é promovido a marechal-de-campo e aos oitenta anos de idade (1864) ele comanda o exército austro-prussiano na Segunda Guerra do Schleswig. Wrangel estava velho para o serviço ativo e frequentemente dava ordens vagas ou impraticáveis, entretanto, o prestígio de seu nome e a liderança do Príncipe Frederico Carlos, Helmuth von Moltke, Eduard Vogel von Falckenstein e Ludwig Karl Wilhelm von Gablenz garantiram o sucesso absoluto da campanha prussiana.
Após a batalha de Düppel, Wrangel renuncia ao comando, é nomeado conde (Graf) e recebe outras honrarias. Posteriormente ele auxilia o seu país na Guerra Austro-prussiana, mesmo impossibilitado de voltar ao comando devido a sua idade avançada.
Wrangel morreu em Berlim, aos 93 anos. O 3.º regimento de couraceiros e várias ruas foram batizadas em sua homenagem.